# Número ONU
Els números ONU són números de quatre xifres que identifiquen la mercaderia perillosa, com ara explosius, líquids inflamables, substàncies tòxiques, etc. en el marc del transport.
Algunes substàncies perilloses tenen els seus propis números de l'ONU (per exemple 2074 per a l'acrilamida), mentre que de vegades alguns grups de substàncies amb propietats similars reben un número ONU comú. Així, líquids inflamables, si no s'especifica el contrari, tenen el codi 1993. Una substància en el seu estat sòlid pot rebre un número ONU diferent del de la fase líquida si el perill difereix significativament; substàncies amb diferents nivells de puresa (o concentració en solució) també poden rebre diferents números ONU.
Els números ONU són assignats pel Comitè de les Nacions Unides d'Experts en Transport de Mercaderies Perilloses. Es publiquen com a part de les seves Recommendations on the Transport of Dangerous Goods (recomanacions relatives al transport de mercaderies perilloses), també conegut com el Llibre Carabassa. Aquestes recomanacions són adoptades per l'organització reguladora responsable dels diferents modes de transport.
Les Nacions Unides només atribueixen números a substàncies perilloses. Per a mixtures que contenen alhora substàncies perilloses i no perilloses hi ha dues possibilitats. Segons el cas, la mixtura té el seu propi número o, quan no en té cap, pren el número de la substància perillosa.

## Informacions a l'exterior del vehicle

Plafó informatiu color carabassa:
damunt el número d'identificació del perill 33
davall el número UN 1203
(per a gasolina)

Els vehicles han de portar una placa color carabassa quan transporten mercaderies perilloses. Això ha d'ajudar els serveis d'emergència a actuar com cal en cas d'accident. El transport en pot ser prohibit o sotmés a restriccions en infraestructures particulars com ara túnels, ponts o nuclis urbans. Si només transporta una substància, s'hi ha d'indicar el número d'identificació del perill per damunt, i el número NU per davall. Si no hi ha cap número, això vol dir que el vehicle transport una càrrega mixta de diferents substàncies perilloses. Quan es presenta el vehicle a ITV, s'ha d'informar abans de començar la inspecció, quina va ser la darrere càrrega.